# Super 8 (course automobile)
Pour les articles homonymes, voir Super 8 (homonymie).
Pour articles composés des mêmes mots en anglais, voir Figure 8.

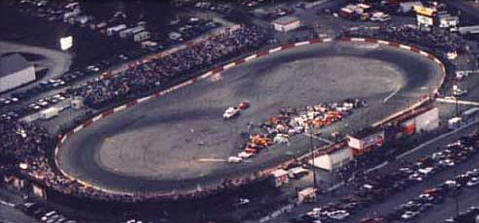
Le Speedrome d'Indianapolis, le plus ancien circuit des États-Unis

Le Super 8 est une discipline de stock-car dans lequel les voitures de course s'affrontent sur un circuit en 8, qui comprend donc une intersection en son centre, ce qui augmente le risque de collision. C'est aux États-Unis que le Super 8 est le plus populaire.

## Piste
La course se fait sur un circuit formant un 8. Les voitures se croisent au centre du 8, que l'on appel le « carrefour » ou « l'intersection ». Les collisions sont fréquentes du fait de cette disposition. Ce sport unique en son genre nécessite une grande vigilance et un sens du timing pour réussir à franchir le carrefour.

## Histoire
Le Super 8 fait son apparition après la Seconde Guerre mondiale, à la fin des années 1940. Il semble que les premières pistes comportaient un pont afin que les véhicules puissent se croiser sans danger. La plupart des historiens estime que le premier circuit obligeant les pilotes à se croiser est le Speedrome d'Indianapolis. Le sport a reçu une audience nationale aux États-Unis lorsqu'il fut diffusé fréquemment dans l'émission d'ABC Wide World of Sports à la fin des années 1960, la plupart du temps depuis un circuit de l'État de New York.

## Véhicule
Les voitures utilisées sont souvent des voitures standards, mais sont fréquemment modifiées pour les alléger et les rendre plus sûres, notamment en retirant les vitres en verre et en ajoutant des arceaux. Le corps des voitures est généralement fait en tôle. Toutes sortes de véhicules ont été utilisées, comme les bus scolaires.

## Championnat du monde
En service depuis les années 1940, le Speedrome d'Indianapolis (Indiana) est le plus ancien circuit en service aux États-Unis. Il accueille chaque année le World Figure 8, considéré comme le plus grand évènement mondial de la discipline. Depuis sa création en 1977, la piste voit s'affronter plus d'une cinquantaine de concurrents dans une course d'endurance de trois heures.